# Abbaye de Sylveréal
L'abbaye de Sylveréal est la quatrième abbaye du sel de Camargue avec celles de Psalmody, Franquevaux et Ulmet. Construite entre la fin du XIIe et le début du XIIIe siècle, sur le site de Sylvéréal dans la « forêt royale », elle était fille de l'abbaye de Bonnevaux. 

## Origine
Elle était fille de l'abbaye de Bonnevaux au même titre que celle d'Ulmet et fut édifiée dans une forêt donnée par le roi Alphonse 1er d'Aragon, la forêt royale.

## Construction
C'est sous l'administration de l'abbé Pierre III d'Ulmet, entre 1196 et 1209, que Sylveréal fut construit. Les moines se partagèrent ensuite entre Ulmet et Sylveréal. Un acte daté du 19 août 1226, au sujet d'un conflit entre l'abbé d'Ulmet Pierre V et le prieur des Saintes-Maries-de-la-Mer, Bertran de Noves, évoque toutefois encore l'abbaye d'Ulmet : 
Dei Gratia abbatem Ulmeti, ex una parte, et B(ertrandum) de Novis, priorem ecclesie de Mari, ex altera…
En 1243, le douzième abbé d'Ulmet Jean obtient de l'archevêque d'Arles Jean Baussan l'autorisation de quitter Ulmet pour Sylveréal, mais le transfert ne se fait pas. Il est finalement réalisé dans la seconde moitié du XIIIe siècle, entre 1251 et 1270. Quelques moines restent toutefois à Ulmet.

## Déboires
En 1299, l'abbaye de Sylveréal est rattachée à abbaye de Psalmody et à Valmagne. Après avoir quitté Ulmet à cause du manque d'eau douce, les moines de Sylveréal demandent à être transférés au monastère de Valmagne car incapables de subvenir à leur entretien. Malgré de nombreuses protestations, en particulier celles de l'archevêque d'Arles Gaillard de Saumate, un accord est trouvé le 26 mars 1321, stipulant que : 
l'abbé de Psalmody entretiendrait toujours quatre religieux-prêtres à Sylveréal et deux à Ulmet pour satisfaire aux fondations et célébrer dignement les offices .
Ulmet et Sylveréal, abbayes passées en commende, périclitèrent et le seul vestige de Sylveréal est actuellement le Mas de l'Abadié. 